# Enora Latuillière
Enora Latuillière (Chamonix-Mont-Blanc, 31 luglio 1992) è un'ex sciatrice nordica francese attiva nel biathlon e nello sci di fondo.

## Biografia
Enora Latuillière nella prima parte della sua carriera si è dedicata al biathlon: attiva dalla stagione 2010-2011, ha esordito in Coppa del Mondo il 4 dicembre 2014 a Östersund in individuale (12ª) e ai Campionati mondiali a Kontiolahti 2015, sua unica presenza iridata, vincendo la medaglia d'argento nella staffetta e classificandosi 43ª nell'individuale. In Coppa del Mondo ha ottenuto l'unico podio il 15 febbraio dello stesso anno a Oslo Holmenkollen in staffetta (3ª) e ha preso per l'ultima volta il via il 20 dicembre 2018 a Nové Město na Moravě in sprint (82ª); la sua ultima gara internazionale di biathlon è stata la staffetta mista di IBU Cup disputata a Lenzerheide il 20 febbraio 2019, chiusa dalla Latuillière al 7º posto.
Da quella stessa stagione 2018-2019 si è dedicata allo sci di fondo, gareggiando inizialmente in Alpen Cup e in alcune granfondo; in Coppa del Mondo ha esordito il 21 dicembre 2019 a Planica in sprint (28ª), ha conquistato il miglior risultato il 12 gennaio 2020 a Dresda in sprint a squadre (15ª) e ha preso per l'ultima volta il via il 7 febbraio 2021 a Ulricehamn nella medesima specialità (18ª). Ha continuato a gareggiare in Alpen Cup e granfondo fino al termine della stagione 2021-2022: la sua ultima gara in carriera è stata l'Engadin Skimarathon di Samedan del 13 marzo, chiusa dalla Latuillière al 3º posto. Non ha preso parte a Campionati mondiali di sci nordico o Giochi olimpici invernali.

## Palmarès

### Biathlon

#### Mondiali
- 1 medaglia:
  - 1 argento (staffetta[1] a Kontiolahti 2015)

#### Coppa del Mondo
- Miglior piazzamento in classifica generale: 27ª nel 2015
- 1 podio (a squadre), oltre a quello conquistato in sede iridata e valido anche ai fini della Coppa del Mondo:
  - 1 terzo posto

### Sci di fondo

#### Coppa del Mondo
- Miglior piazzamento in classifica generale: 115ª nel 2020